# Gabby Concepción
Gabriel Arellano "Gabby" Concepción (5 de noviembre de 1964, San Juan, Metro Manila) es un actor y cantante filipino.

## Biografía
Gabby nació en San Juan, Metro Manila, hijo de Rolando "Rollie" Concepción (1937-2008) (de ascendencia española y filipina) y Lourdes Arellano. Gabby Concepción era nieto del arquitecto Juan Arellano. Además es padre de la actriz y cantante KC Concepción y exesposo de la actriz, cantante y presentadora de televisión, Sharon Cuneta.
Dejó el mundo del espectáculo en marzo de 1995 y luego se trasladó a los Estados Unidos, donde obtuvo el título en Dirección de Sistemas de Información en la Universidad de Lincoln. Más adelante obtuvo el grado de agente de bienes raíces en California.
En abril de 2008, se convirtió en una estrella tras firmar un contrato con la cadena televisiva ABS-CBN. Participó por primera vez en un episodio de "Maalaala Mo Kaya", y más adelante protagonizó en la teleserie titulado "IISA Pa Lamang" como parte de Star ABS-CBN's Magic.
En 2010, lanzó una grabación Inolvidable y que hizo inspirado en su padre.

## Filmographía

### Televisión
| Año    | Título                     | Personaje                                     |
| ------ | -------------------------- | --------------------------------------------- |
| 2016   | Ika-6 na Utos              | Rome                                          |
| 2010   | Sharon                     | Guest                                         |
| 2010   | Simply KC                  | Guest                                         |
| 2010   | Wowowee                    | Guest-Co Host                                 |
| 2010   | Kung Tayo'y Magkakalayo    | NBI sub-agent Steve S. Sebastian              |
| 2009   | Dahil May Isang Ikaw       | Jaime Alferos                                 |
| 2009   | May Bukas Pa               | Magician (Great Ricardo) Ricardo (Guest Role) |
| 2008   | Iisa Pa Lamang             | Atty.Congressman. Raphael Torralba            |
| 2008   | Maalaala Mo Kaya: Taxi     | Bert (Driver)                                 |
| 1993   | We R Family                |                                               |
| 1993   | Maalaala Mo Kaya: Sinturon |                                               |
| 1980's | Ok 'Tol                    |                                               |

### Películas
- White House (2010) (pre-production)
- I'll Be There (2010) .... Pocholo "Poch" dela Cerna Star Cinema
- I Love You, Goodbye (2009) ... Dr. Adrian Benitez Star Cinema
- BFF (Best Friends Forever) ... (Cameo), guy at the carnival (2009)
- Ika-11 utos: Mahalin mo, asawa mo (1994) .... Roy
- Iukit mo sa bala! (1994) .... Rico Vélez (Star Cinema Productions & Mega Vision Films)
- Loretta (1994) (Octo Arts Films)
- Mancao (1994) .... Joey De Leon (Regal Films & Moviestars Production)
- Minsan lang kitang iibigin (1994) .... Dave
- Kung Ako'y Iiwan mo (1993) .... Chester
- Kapag may Gusot walang Lusot (1993)... Sam Allan
- Kailangan Kita (1993) .... Gerry
- Kailan Dalawa Ang Mahal (1993)
- Narito ang Puso Ko (1992)
- Ayoko na Sanang Magmahal (1992) .... Nick
- The Good, The Bad & The Ugly (1992)
- True Confessions(Evelyn, Myrna & Margie) (1992)(episode1)...Warren
- Sinungaling mong Puso (1992) .... Roman Ong-Chiong
- Tayong Dalawa (1992) .... Tonchi
- Una Kang Naging Akin]] (1991) ... Nick/Darwin
- Bakit Ako Mahihiya? (1991)... Joey
- Makiusap ka sa Diyos (1991) .... Allan
- Kailan ka magiging Akin (1991) .... Ramir Macalincag
- Kislap sa Dilim (1991) .... Dick
- Sgt. Gabo (1991) .... Sgt. Gabo
- Ang Leon at ang Kuting (1991)
- ... aka Adventures of Leon and Kuting (Philippines: English title)
- Pangako ng puso (1991)....Alfred
- Pakasalan mo ako (1991)...Dodie
- Nimfa (1990)
- Inosente (1990) .... Delmo
- Kaaway ng batas (1990)...Rafael Aleta
- Hahamakin lahat (1990)...Renato
- Kahit isumpa mo ako (1990)
- Bakit ikaw pa rin? (1990)
- Bihagin ang dalagang ito (1989)
- Huwag kang hahalik sa diablo (1989) .... Cristanto
- Abandonada (1989)
- aka The Abandoned (Philippines: English title)
- Kokak (1989)
- Jessa: Blusang itim 2 (1989)
- Pahiram ng isang umaga (1989) .... Manuel Domingo
- Gorio en Tekla (1989) .... Danny
- Hot Summer (1989)
- Rosa Mistika (1989)
- Rosenda (1989) .... Robbie
- Paano Tatakasan ang bukas (1988)
- Sa puso ko hahalik ang mundo (1988)...Benjie Tuazon
- Nagbabagang luha (1988)...Alex
- Bukas sisikat din ang araw (1988)...Gerry
- Lord, Bakit ako pa? (1988)
- Bakit iisa ang Pag-ibig... louie (1987)
- Asawa ko, huwag mong agawin (1987) .... Mike Ledesma
- Pinulot ka lang sa lupa (1987)... Efren
- Ibigay mo sa akin ang bukas (1986)(Tagalog Ilang-Ilang Productions)
- Yesterday, Today & Tomorrow (1986)...Neil
- Kwento ni Lola Basyang, Mga (1985) .... Principe Amante (segment "Sleeping Beauty")
- Pati Ba Pintig Ng Puso? (1985) .... Aldrin
- Anak ni Waray vs Anak ni Biday (1984)
- Sa Hirap at Ginhawa (1984) .... Arnold Zaragoza
- The Best Of Sharon & Gabby (Docu Film) ... Himself
- Dapat Ka Bang Mahalin? (1984) .... Lito
- JR (1983)
- Story of 3 Loves (1983)
- Always in My Heart (1983)....Gary
- Don't Cry for Me, Papa (1983)
- Aking Prince Charming (1983)
- Pepe en Pilar (1983) .... Pepe
- I'll Wait For You (even if it takes Forever) (1983)
- Puppy Love (1982)
- Santa Claus Is Coming to Town! (1982)
- Miracle of Love (1982)
- My Only Love (1982) .... Billy
- Hello, Young Lovers (1981) .... Tony Lara
- Bilibid Gays (1981)
- Burgis (1981) .... Juni Locsin
- Bilibid Boys (1981) .... Butch
- Boystown (1981) .... Bobet
- Dear Heart (1981)...Jimmy
- Playgirl (1981)
- P.S. I Love You (1981) .... Mark
- Totoo ba ang Tsimis? (1981) .... Gabriel
- Under-Age (1981) .... Gary
- Katorse (1981) .... Gabby

## Discografía
- "Unforgettable" (28 de enero de 2010) Warner Music Philippines.
- "Gabby Concepción" (2009) Warner Music Philippines.